# Walter Walsh

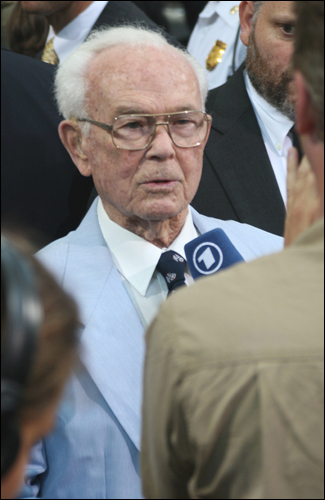
Walter Walsh in 2008

Walter Walsh (Union City (New Jersey), 4 mei 1907 – Arlington County (Virginia),  29 april 2014) was een FBI-agent en olympisch schutter.
Walsh voegde zich bij de FBI in 1934. Later dat jaar ontdekte hij het lijk van de gangster Baby Face Nelson, die twee FBI-agenten had vermoord. Hij pakte ook de topgangsters Arthur Barker en Al Brady op. Tijdens de Tweede Wereldoorlog vocht hij in de Stille Oceaan en bracht het tot kolonel. In 1948 nam hij deel aan de Olympische Spelen in Londen. Hij was nog schietinstructeur tot aan zijn pensioen in de jaren 70.
Sinds maart 2013 tot aan zijn dood was hij de oudste nog levende olympische deelnemer ooit. Hij overleed vlak voor zijn 107e verjaardag.